# GMM Grammy
GMM Grammy Public Limited Company (em tailandês:  จีเอ็มเอ็ม แกรมมี่) é uma empresa de entretenimento tailandesa, fundada em 11 de novembro de 1983 por Phaiboon Damrongchaitham e Rewat Buddhinan.
A Grammy foi a agência de grandes cantora do T-Pop desde sua primeira geração como: Thitima Suttasunthorn e Rewat Buddhinan, e atualmente agencia solistas e grupos de sucesso como Bodyslam, Silly Fools, China's Dools, Christina Aguilar, Lula Kanyarat, Thongchai McIntyre, Mai Charoenpura, Jintara Poonlarp e Tai Orathai todos tendo alcançado o sucesso nacional e internacional.
Em 2015, foi relatado que a empresa teve uma receita bruta de TH฿8,861.3 bilhões.

## Principais acionistas
| Posição | Principais Acionistas (em 6 de dezembro de 2022)  | Nº. de ações | % do capital emitido |
| ------- | ------------------------------------------------- | ------------ | -------------------- |
| 1       | Fah Damrongchaitham Co., Ltd                      | 426,774,344  | 52.05                |
| 2       | Mr. Thaveechat Jurangkool                         | 134,635,723  | 16.42%               |
| 3       | Mr. Nuttapol Jurangkool                           | 81,122,700   | 9.89%                |
| 4       | Mrs. Hathairatn Jurangkool                        | 51,573,500   | 6.29%                |
| 5       | Mr. Komol Juangroongruangkit                      | 22,720,000   | 2.77%                |
| 6       | UOB Kay Hian (Hong Kong) Limited – Client Account | 17,932,520   | 2.19%                |
| 7       | Bangkok Bank Public Co., Ltd                      | 12,278,693   | 1.50%                |
| 8       | Thailand Securities Depository Co., ltd           | 5,216,651    | 0.64%                |
| 9       | Mr. Takonkiet Viravan                             | 5,059,236    | 0.62%                |
| 10      | Bualuang Equity RMF                               | 4,830,400    | 0.59%                |